# La Martina (empresa)
La Martina, es una empresa argentina fabricante de prendas de vestir, de deporte y ocio.

## Historia
Fue creada en 1986 por el argentino Lando Simonetti, quien todavía dirige la empresa con su hijo en la actualidad. Debe su nombre a Martina de Estrada Lainez, madre del polista argentino Adolfo Cambiaso. La familia Cambiaso aún se encuentra en litigio por derechos de marca. La sede de la empresa está en Buenos Aires. Los sitios de producción para el mercado europeo se encuentran en China,  Rumania, Italia y Turquía, para el mercado estadounidense La Martina produce directamente en Argentina y China siendo este el mayor productor.
La Martina fue diseñada para ser la proveedora oficial del equipo de polo de Argentina, la Asociación Argentina de Polo, además de ser también la proveedora oficial de la Federación Internacional de Polo, en los torneos internacionales.
También creó las equipaciones de los equipos de las Universidades de Yale, Oxford, Harvard, Cambridge y del Colegio de St. Xavier en Bombai (India), además de la Selección Nacional Inglesa, y el Club de Polo de Singapur.
En 2014 La Martina abrió su primera tienda en Londres. La Martina fue el copatrocinador del Polo Tour Maserati Centenario de Maserati y el patrocinador de la Copa de La Martina. En 2014, creó una montura de polo de lujo para Maserati en conjunto con su evento. El diseñador de la etiqueta es Geraldine Cunto.